# Muž roku
Muž roku je soutěž krásy pro muže, obdoba České Miss, kterou každoročně od roku 2000 pořádá David Novotný.
Od roku 2010 je pořadatel soutěže také držitelem licencí na mezinárodní soutěže pánské krásy Mister International a Manhunt International. V roce 2013 přikoupil David Novotný také licenci na Men Universe Model (dříve Mister Universe).

## Vítězové soutěže
| Ročník | Muž roku ČR                          | 2. Muž roku ČR                    | 3. Muž roku ČR                    | Top 4                               | Top 5                             | Top 6                           | Top 8                  | Top 8                 | Ref.                 |
| ------ | ------------------------------------ | --------------------------------- | --------------------------------- | ----------------------------------- | --------------------------------- | ------------------------------- | ---------------------- | --------------------- | -------------------- |
| 2000   | Jiří Vácha (Hradec Králové)          |                                   | Tomáš Pokorný (Pardubice)         | —                                   | —                                 | —                               | —                      | —                     |                      |
| 2001   | Martin Černý (Rokycany)              | Milan Pečko (Praha)               | David Najman (Litvínov)           | —                                   | —                                 | —                               | —                      | —                     | [ 1 ]                |
| 2002   | Jaroslav Filip (Liberec)             | Petr Zemánek (Brno)               | Jan Hutňan (Nový Jičín)           | —                                   | —                                 | —                               | —                      | —                     | [ 2 ] [ 3 ] [ 4 ]    |
| 2003   | Milan Souček (Praha)                 | Karel Hájek (Praha)               | Radek Trojan (Lovosice)           | —                                   | —                                 | —                               | —                      | —                     | [ 5 ] [ 6 ] [ 7 ]    |
| 2004   | Tomáš Rouha (Dvůr Králové nad Labem) | Jan Smetana (Kolín)               | -                                 | —                                   | —                                 | —                               | —                      | —                     |                      |
| 2005   | Eduard Kautský (Litoměřice)          | Michal Novák (Louny)              | Matouš Bitto (Lelekovice)         | —                                   | —                                 | —                               | —                      | —                     |                      |
| 2006   | David Bílek (Orlová)                 | Jan Semlbauer (Beroun)            | Karel Frýd (Praha)                | —                                   | —                                 | —                               | —                      | —                     |                      |
| 2007   | Albert Smola (Psáry)                 | Michal Obrusník (Orlová)          | Michal Michajlec (Mladá Boleslav) | —                                   | —                                 | —                               | —                      | —                     |                      |
| 2008   | Miroslav Jech (České Budějovice)     | —                                 | —                                 | —                                   | —                                 | —                               | —                      | —                     |                      |
| 2009   | Martin Zach (Vrchlabí)               | Jakub Kauer (Ústí nad Labem)      | —                                 | —                                   | —                                 | —                               | —                      | —                     |                      |
| 2010   | Jan Hájek (Břeclav)                  | Jan Pochobradský (Praha)          | —                                 | —                                   | —                                 | —                               | —                      | —                     |                      |
| 2011   | Martin Gardavský (Mořina)            | Theodor Jareš (Praha)             | —                                 | —                                   | —                                 | —                               | —                      | —                     |                      |
| 2012   | Robert Anderle (Litovel)             | Adam Klavík (Záhoří)              | Miroslav Kolenyak (Dolní Jelení)  | —                                   | —                                 | —                               | —                      | —                     |                      |
| 2013   | Antonín Beránek † (Brno)             | Adam Nitschmann (Ostrava)         | Tomáš Barthell (Cheb)             | Jakub Kaplan (Vysoké Mýto)          | —                                 | —                               | —                      | —                     |                      |
| 2014   | Tomáš Dumbrovský (Brno)              | Jan Pippinger (Teplice)           | Jakub Šmiřák (Vsetín)             | Matěj Quitt (Brušperk)              | Lukáš Dostál (Brno)               | —                               | —                      | —                     |                      |
| 2015   | Jakub Kraus (Liberec)                | Tomáš Martinka (Most)             | Jan Vurm (Poděbrady)              | David Šváb (Čáslav)                 | —                                 | —                               | —                      | —                     | [ 11 ]               |
| 2016   | Josef Kůrka (Slaný)                  | Tomáš Dvořák (Litomyšl)           | Miroslav Dubovický (Litoměřice)   | Lukáš Lesák (Plzeň)                 | Jan Caha (Kouty u Třebíče)        | Jan Pultar (Holohlavy)          | —                      | —                     |                      |
| 2017   | Matyáš Hložek (Praha)                | Roman Hein (Praha)                | Mikuláš Focko (Praha)             | Michal Žůrek (Brno)                 | Petr Koukal (Roudnice nad Labem)  | Jakub Klíma (Chomutov)          | —                      | —                     | [ 12 ] [ 13 ]        |
| 2018   | Jiří Kmoníček (Šestajovice)          | Jakub Kochta (Olomouc)            | Jakub Jurčák (Litoměřice)         | Cao Thanh Tung (Ostrava)            | Daniel Koždoň (Pustějov)          | —                               | —                      | —                     |                      |
| 2019   | Vojtěch Urban (Vsetín)               | Jan Solfronk (Jablonec nad Nisou) | Immanuel Adenubi (Praha)          | Jiří Hemelka (Prostějov)            | Lukáš Moučka (Krupka)             | —                               | —                      | —                     |                      |
| 2020   | David Kremeň (Miroslav)              | David Strnad (Nupaky)             | Kryštof Novák (Rumburk)           | Lukáš Veitl (Sokolov)               | —                                 | —                               | —                      | —                     | [ 14 ] [ 15 ] [ 16 ] |
| 2021   | Lukáš Vyšehrad (Hradec Králové)      | Jiří Perout (Rájec-Jestřebí)      | Dominik Chabr (Most)              | Petr Kinský (Javorník)              | Viktor Agateljan (Ústí nad Labem) | —                               | —                      | —                     |                      |
| 2022   | Matěj Švec (Velešín)                 | Filip Vanša (Prachatice)          | Leon Vonaký (Chomutov)            | Denys Poljanskyj (Hořovice)         | Philipp Stoimenov (Ostrava)       | Jan Balšán (Praha)              | David Pleva (Teplice)  | Petr Ngo (Teplice)    |                      |
| 2023   | František Knobloch (Hostivice)       | Alexandros Panayi (Praha)         | Rostislav Procházka (Znojmo)      | Matteo Lucano (Kralupy nad Vltavou) | Stefanos Panayi (Praha)           | Jan Černohorský (Nové Strašecí) | Lukáš Kupkovič (Cheb)  | Jan Koželuh (Klatovy) |                      |
| 2024   | Jakub Mádl (Nový Bydžov)             | Petr Hantych (Ústí nad Labem)     | David Vencl (Náchod)              | Jan Jiránek (Mladá Boleslav)        | Daniel Štefan (Strančice)         | Daniel Sklář (Frýdek-Místek)    | Ondřej Valenta (Praha) | —                     |                      |

### Nadnárodní reprezentace
|  | Vítěz         |
|  | vicemistr     |
|  | finalista     |
|  | semifinalista |

| Ročník | Mister International | Mister International | Mister Supranational                                 | Mister Supranational | Men Universe Model | Men Universe Model | Mister Global      | Mister Global | Manhunt International                      | Manhunt International | Man of the World    | Man of the World | Man of the Year | Man of the Year |
| Ročník | reprezentant         | umístění             | reprezentant                                         | umístění             | reprezentant       | umístění           | reprezentant       | umístění      | reprezentant                               | umístění              | reprezentant        | umístění         | reprezentant    | umístění        |
| ------ | -------------------- | -------------------- | ---------------------------------------------------- | -------------------- | ------------------ | ------------------ | ------------------ | ------------- | ------------------------------------------ | --------------------- | ------------------- | ---------------- | --------------- | --------------- |
| 2010   | Jan Pochobradský     | —                    | —                                                    | —                    | —                  | —                  | —                  | —             | Jan Hájek                                  | —                     | —                   | —                | —               | —               |
| 2011   | Martin Gardavský     | 2. místo             | —                                                    | —                    | —                  | —                  | —                  | —             | Theodor Jareš                              | —                     | —                   | —                | —               | —               |
| 2012   | Robert Anderle       | —                    | —                                                    | —                    | —                  | —                  | —                  | —             | Adam Klavík                                | —                     | —                   | —                | —               | —               |
| 2013   | Antonín Beránek †    | 6. místo             | —                                                    | —                    | Miroslav Kolenyak  | Top 12             | —                  | —             | —                                          | —                     | —                   | —                | —               | —               |
| 2014   | Tomáš Dumbrovský     | 3. místo             | —                                                    | —                    | Adam Nitschmann    | —                  | —                  | —             | —                                          | —                     | —                   | —                | —               | —               |
| 2015   | Jakub Kraus          | 5. místo             | —                                                    | —                    | Lukáš Dostál       | —                  | Jakub Šmiřák       | Top 8         | —                                          | —                     | —                   | —                | —               | —               |
| 2016   | Josef Kůrka          | Top 16               | Jan Pultar                                           | Top 20               | David Šváb         | —                  | Tomáš Martinka     | vítěz         | Jan Caha                                   | —                     | —                   | —                | Jan Vurm        | —               |
| 2017   | Matyáš Hložek        | —                    | David Jaček                                          | —                    | Miroslav Dubovický | Top 15             | Tomáš Dvořák       | —             | —                                          | —                     | —                   | —                | Lukáš Lesák     | 3. místo        |
| 2018   | Jiří Kmoníček        | 4. místo             | Jakub Kochta                                         | Top 20               | Petr Koukal        | Top 12             | Michal Žůrek       | —             | —                                          | —                     | Ondřej Valenta      | 4. místo         | Jakub Klíma     | 5. místo        |
| 2019   | —                    | —                    | Jan Solfronk                                         | Top 10               | Daniel Koždoň      | Top 15             | Cao Thanh Tung     | —             | —                                          | —                     | Jakub Jurčák        | 3. místo         | —               | —               |
| 2020   | —                    | —                    | —                                                    | —                    | —                  | —                  | —                  | —             | Jan Potočný (poslán organizací Look Bella) | —                     | —                   | —                | —               | —               |
| 2021   | —                    | —                    | David Kremeň                                         | Top 20               | —                  | —                  | Jiří Hemelka       | —             | —                                          | —                     | —                   | —                | —               | —               |
| 2022   | Matěj Švec           | Top 16               | Jiří Perout                                          | —                    | —                  | —                  | Leon Vonaký        | —             | —                                          | —                     | Petr Kinský         | Top 10           | Dominik Chabr   | vítěz           |
| 2023   | Alexandros Panayi    | Top 20               | Jakub Vitek (poslán organizací Miss Czech Republic)  | Top 10               | —                  | —                  | František Knobloch | —             | —                                          | —                     | Jan Balšán          | Top 10           | Filip Šanda     | 3. místo        |
| 2024   | Ondřej Valenta       | —                    | Adam Sedro (poslán organizací Miss Czech Republic)   | Top 20               | —                  | —                  | —                  | —             | —                                          | —                     | Rostislav Procházka | —                | Stefanos Panayi | Top 13          |
| 2025   |                      |                      | Tomáš Haring (poslán organizací Miss Czech Republic) |                      | —                  | —                  | —                  | —             | —                                          | —                     | Jan Jiránek         | 4. místo         | Jakub Mádl      |                 |

| Ročník | Mister Grand International | Mister Grand International | Mister Tourism World | Mister Tourism World | Mister Friendship International | Mister Friendship International | Men Super Model World          | Men Super Model World | Man of the GLOBE International | Man of the GLOBE International | Mister Europea | Mister Europea | Mister United Continents | Mister United Continents |
| Ročník | reprezentant               | umístění                   | reprezentant         | umístění             | reprezentant                    | umístění                        | reprezentant                   | umístění              | reprezentant                   | umístění                       | reprezentant   | umístění       | reprezentant             | umístění                 |
| ------ | -------------------------- | -------------------------- | -------------------- | -------------------- | ------------------------------- | ------------------------------- | ------------------------------ | --------------------- | ------------------------------ | ------------------------------ | -------------- | -------------- | ------------------------ | ------------------------ |
| 2016   | —                          | —                          | —                    | —                    | —                               | —                               | —                              | —                     | —                              | —                              | —              | —              | Jan Vurm                 | Top 13                   |
| 2021   | Lukáš Vyšehrad             | Top 18                     | Petr Kinský          | Top 10               | —                               | —                               | Lukáš Veitl a Viktor Agateljan | —                     | —                              | —                              | —              | —              | —                        | —                        |
| 2022   | Denys Poljanskyj           | Top 18                     | Philipp Stoimenov    | —                    | David Strnad                    | Top 10                          | David Pleva a Petr Ngo         | 3. místo (David)      | —                              | —                              | —              | —              | —                        | —                        |
| 2023   | Matteo Lucano              | Top 16                     | Lukáš Kupkovič       |                      | Jan Černohorský                 | 5. místo                        | —                              | —                     | Jan Koželuh                    | 3. místo                       | —              | —              | —                        | —                        |
| 2024   | —                          | —                          | Daniel Štefan        | Top 10               | Petr Hantych                    |                                 | —                              | —                     | David Vencl                    | 3. místo                       | Daniel Sklář   |                | —                        | —                        |

## Slovenští vítězové
| Ročník | Muž roku SR      | 2. Muž roku SR   |
| ------ | ---------------- | ---------------- |
| 2008   | Martin Šmahel    | —                |
| 2009   | Peter Meňky      | —                |
| 2010   | Adam Barabáš     | —                |
| 2011   | Jakub Lorencovič | Michal Gajdošech |
| 2012   | Karol Partika    | Ján Haraslín     |

### Nadnárodní reprezentace
| Ročník | Mister International | Mister International | Manhunt International | Manhunt International | Men Universe Model | Men Universe Model | Mister Supranational | Mister Supranational |
| Ročník | reprezentant         | umístění             | reprezentant          | umístění              | reprezentant       | umístění           | reprezentant         | umístění             |
| ------ | -------------------- | -------------------- | --------------------- | --------------------- | ------------------ | ------------------ | -------------------- | -------------------- |
| 2010   | Adam Barabáš         | —                    | Peter Meňky           | vítěz                 | —                  | —                  | —                    | —                    |
| 2011   | Jakub Lorencovič     | Top 10               | Martin Šmahel         | 5. místo              | —                  | —                  | —                    | —                    |
| 2012   | Ján Haraslín         | 5. místo             | Karol Malý            | —                     | —                  | —                  | —                    | —                    |
| 2013   | Michal Gajdošech     | 7. místo             | —                     | —                     | Karol Partika      | —                  | —                    | —                    |
| 2016   | —                    | —                    | —                     | —                     | —                  | —                  | Karol Kotlár         | Top 20               |
| 2017   | —                    | —                    | —                     | —                     | —                  | —                  | Michal Gajdošech     | 4. místo             |
| 2018   | —                    | —                    | —                     | —                     | —                  | —                  | Jan Palko            | Top 10               |
| 2019   | —                    | —                    | —                     | —                     | —                  | —                  | Tomáš Kucuk          | —                    |
| 2021   | —                    | —                    | —                     | —                     | —                  | —                  | Marek Jastráb        | Top 20               |

## Finalisté
|  | Hlavní město Praha   |
|  | Středočeský kraj     |
|  | Jihomoravský kraj    |
|  | Moravskoslezský kraj |
|  | Ústecký kraj         |
|  | Jihočeský kraj       |
|  | Olomoucký kraj       |
|  | Plzeňský kraj        |
|  | Zlínský kraj         |
|  | Královéhradecký kraj |
|  | Pardubický kraj      |
|  | Kraj Vysočina        |
|  | Liberecký kraj       |
|  | Karlovarský kraj     |
|  | Slovenská republika  |

| Ročník | Soutěžící | Soutěžící | Soutěžící             | Soutěžící               | Soutěžící            | Soutěžící           | Soutěžící             | Soutěžící              | Soutěžící           | Soutěžící             | Soutěžící               | Soutěžící            | Soutěžící              | Soutěžící            |
| ------ | --- | --- | --------------------- | ----------------------- | -------------------- | ------------------- | --------------------- | ---------------------- | ------------------- | --------------------- | ----------------------- | -------------------- | ---------------------- | -------------------- |
| 2004   | Česko | Daniel Laposa (8) | Jan Hladký (3)        | Jan Smetana (11)        | Jan Veselý (6)       | Jan Wenig (10)      | Marek Fiebich (2)     | Martin Holuša (9)      | Milan Veverka (7)   | Miloš Novák (12)      | Ondřej Vaňous (4)       | Pavel Chromek (1)    | Tomáš Rouha (5)        |                      |
| 2004   | Česko | Holice | Praha                 | Kolín                   | Veselí nad Lužnicí   | Plzeň               | Městečko Trnávka      | Opava                  | Brno                | Jihlava               | Praha                   | Zlín                 | Dvůr Králové nad Labem |                      |
| 2005   | Česko | Daniel Burian (3) | David Kounovský (2)   | David Špryňar (4)       | David Zbořil (5)     | Eduard Kautský (10) | Jaroslav Peška (8)    | Martin Švarc (9)       | Matouš Bitto (1)    | Michal Novák (6)      | Tomáš Žídek (7)         |                      |                        |                      |
| 2005   | Česko | Ústí nad Labem | Praha                 | Jaroměř                 | Brno                 | Litoměřice          | Litoměřice            | Vrchlabí               | Lelekovice          | Louny                 | Frýdek-Místek           |                      |                        |                      |
| 2006   | David Bílek, David Špryňar, Jakub Bandoch, Jan Semlbauer, Jiří Laitner, Josef Kubásek, Karel Frýd, Martin Horák, Richard Barcal, Richard Puchky, Roman Horyna, Roman West                                                             | David Bílek, David Špryňar, Jakub Bandoch, Jan Semlbauer, Jiří Laitner, Josef Kubásek, Karel Frýd, Martin Horák, Richard Barcal, Richard Puchky, Roman Horyna, Roman West                                                             |                       |                         |                      |                     |                       |                        |                     |                       |                         |                      |                        |                      |
| 2007   | Albert Smola (7), Daniel Holovský (11), David Wicht (1), Jan Reindl (6), Lukáš Čeřovský (3), Martin Pchálek (5), Michal Michajlec (8), Michal Obrusník (12), Miroslav Straka (4), Ondřej Friedl (2), Petr Plaček (10), Tomáš Tupý (9) | Albert Smola (7), Daniel Holovský (11), David Wicht (1), Jan Reindl (6), Lukáš Čeřovský (3), Martin Pchálek (5), Michal Michajlec (8), Michal Obrusník (12), Miroslav Straka (4), Ondřej Friedl (2), Petr Plaček (10), Tomáš Tupý (9) |                       |                         |                      |                     |                       |                        |                     |                       |                         |                      |                        |                      |
| 2008   | Jan Macháček (2), Jaroslav Bílý (5), Michal Suchomel (3), Miroslav Jech (6), Miroslav Kadlec (4), Tomáš Leibner (1) | Jozef Jurčišin-Kukľa (10), Karol Malý (7), Martin Šmahel (11), Michal Dubovec (12), Michal Vojkovič (8), Miroslav Šmahel (9) |                       |                         |                      |                     |                       |                        |                     |                       |                         |                      |                        |                      |
| 2009   | Jakub Kauer (1), Jaroslav Kymr (6), Lukáš Hnízdo (7), Martin Zach (5), Miroslav Telecký (3), Tomáš Ďurian (8), Tomáš Tůmovec (4), Vítězslav Pirkl (2)                                                                                 | Erik Hlavatý (15), Ladislav Nagy (9), Michal Antal (11), Michal Tarčák (16), Peter Meňky (12), Peter Špirka (10), Peter Václavik (13), Václav Bevelagua (14)                                                                          |                       |                         |                      |                     |                       |                        |                     |                       |                         |                      |                        |                      |
| 2010   | Česko | Jan Hájek (1) | Jan Podojil (2)       | Jan Pochobradský (4)    | Jan Žižka (6)        | Karel Granát (3)    | Lukáš Macháček (5)    | Slovensko              | Adam Barabáš (10)   | Juraj Lištík (7)      | Juraj Slovák (9)        | Jozef Vasilko (8)    | Peter Vyzváry (11)     | Stanislav Honěk (12) |
| 2010   | Česko | Břeclav | Ústí nad Labem        | Praha                   | Tábor                | Beroun              | Olomouc               | Slovensko              | Dubnica nad Váhom   | Švošov                | Podhorany               | Bratislava           | Moravské Lieskové      | Prešov               |
| 2011   | Česko | Jan Sokol (3) | Karel Hung (2)        | Martin Gardavský (4)    | Martin Klušák (5)    | Theodor Jareš (1)   | Vítězslav Fiala (6)   | Slovensko              | Igor Zelina (10)    | Jakub Lorencovič (12) | Márián Jászberényi (7)  | Maroš Zaujec (9)     | Michal Gajdošech (8)   | Patrik Bartošek (11) |
| 2011   | Česko | Rakovník | Ústí nad Labem        | Mořina                  | Zastávka             | Praha               | Vyškov                | Slovensko              | Banská Bystrica     | Prešov                | Nitra                   | Levice               | Štúrovo                | Dubnica nad Váhom    |
| 2012   | Česko | Adam Klavík (6) | Erik Dobrovodský (4)  | Jiří Matoušek (7)       | Marek Podmolík (5)   | Martin Kondáš (1)   | Miroslav Kolenyak (3) | Robert Anderle (2)     | Tomáš Řechtáček (8) | Slovensko             | Ján Haraslín (9)        | Karol Partika (12)   | Peter Poruban (11)     | Štefan Mišík (10)    |
| 2012   | Česko | Písek | Břeclav               | Nový Bydžov             | Vražné               | Benešov             | Dolní Jelení          | Litovel                | Liberec             | Slovensko             | Bratislava              | Prešov               | Dubnica nad Váhom      | Ružomberok           |
| 2013   | Česko | Adam Nitschmann (7) | Antonín Beránek (3)   | Filip Tušer (2)         | Jakub Černý (4)      | Jakub Kaplan (9)    | Jakub Němeček (1)     | Lukáš Částka (10)      | Lukáš Dacík (12)    | Ondřej Petrák (5)     | Tomáš Barthell (6)      | Václav Jach (11)     | Vojtěch Zvěřina (8)    |                      |
| 2013   | Česko | Ostrava | Brno                  | Praha                   | Most                 | Vysoké Mýto         | Louny                 | Moravská Třebová       | Vlčnov              | Nová Ves pod Pleší    | Cheb                    | Ostrava              | Praha                  |                      |
| 2014   | Česko | Jakub Kedadra (5) | Jakub Šmiřák (1)      | Jan Pippinger (7)       | Lukáš Dostál (9)     | Marek Klimeš (2)    | Matěj Quitt (4)       | Michael Marek (3)      | Michal Hamák (8)    | Miroslav Šujan (11)   | Petr Hidvéghy (12)      | Petr Zapletal (10)   | Tomáš Dumbrovský (6)   |                      |
| 2014   | Česko | Brno | Vsetín                | Teplice                 | Brno                 | Brno                | Brušperk              | Praha                  | Brno                | Chomutov              | Hradec Králové          | Kralice na Hané      | Brno                   |                      |
| 2015   | Česko | Andreas García (12) | David Kovář (11)      | David Šváb (1)          | Filip Brejška (4)    | Jakub Kraus (2)     | Jakub Novotný (8)     | Jan Vurm (10)          | Josef Mádl (6)      | Michal Mařík (9)      | Michal Šváb (7)         | Richard Habr (3)     | Tomáš Martinka (5)     |                      |
| 2015   | Česko | Praha | Letohrad              | Čáslav                  | České Budějovice     | Liberec             | Mariánské Lázně       | Poděbrady              | Prachatice          | Strakonice            | Praha                   | Praha                | Most                   |                      |
| 2016   | Česko | Jan Caha (8) | Jan Hřebačka (9)      | Jan Pultar (3)          | Josef Kůrka (7)      | Martin Kurka (5)    | Michal Lukáš (11)     | Miroslav Dubovický (1) | Lukáš Lesák (12)    | Pavel Kugler (6)      | Petr Pöschl (10)        | Tomáš Dvořák (4)     | Vojtěch Šafránek (2)   |                      |
| 2016   | Česko | Kouty u Třebíče | Moravská Nová Ves     | Holohlavy               | Slaný                | Ladná               | Ústí nad Labem        | Litoměřice             | Plzeň               | Ústí nad Labem        | Chomutov                | Litomyšl             | Praha                  |                      |
| 2017   | Česko | Čestmír Kučera (9) | David Jaček (5)       | Jakub Klíma (7)         | Marek Kafka (4)      | Marek Voříšek (10)  | Matěj Šindelář (2)    | Matyáš Hložek (12)     | Michal Žůrek (6)    | Mikuláš Focko (8)     | Petr Koukal (3)         | Roman Hein (11)      | Tomáš Pospiš (1)       |                      |
| 2017   | Česko | Chomutov | Nové Město nad Metují | Chomutov                | Praha                | Poděbrady           | Kolín                 | Praha                  | Brno                | Praha                 | Roudnice nad Labem      | Praha                | Ladná                  |                      |
| 2018   | Česko | Cao Thanh Tung (2) | Daniel Koždoň (10)    | Jakub Jurčák (6)        | Jakub Kochta (5)     | Jakub Stehlík (1)   | Jan Burian (12)       | Jan Vaníček (11)       | Jiří Kmoníček (7)   | Martin Horák (3)      | Pavel Dytrt (8)         | Radek Adámek (4)     | Roman Pořádek (9)      |                      |
| 2018   | Česko | Ostrava | Pustějov              | Litoměřice              | Olomouc              | Poděbrady           | Jindřichův Hradec     | Kolín                  | Šestajovice         | Děčín                 | Praha                   | Uherské Hradiště     | Lhenice                |                      |
| 2019   | Česko | Immanuel Adenubi (9) | Jakub Chyňava (7)     | Jan Liška (1)           | Jan Solfronk (6)     | Jan Tvrz (12)       | Jiří Hemelka (10)     | Lukáš Moučka (4)       | Michal Majzner (3)  | Ondřej Kabeláč (5)    | Tomáš Vančura (8)       | Václav Kršňák (2)    | Vojtěch Urban (11)     |                      |
| 2019   | Česko | Praha | České Budějovice      | Frýdek-Místek           | Jablonec nad Nisou   | Žatec               | Prostějov             | Krupka                 | Josefov             | Tlustovousy           | Pardubice               | Teplice              | Vsetín                 |                      |
| 2020   | Česko | Alexandr Kozák (6) | David Kremeň (9)      | David Strnad (12)       | Dušan Havlát (11)    | Jiří Cirhan (8)     | Josef Dittrich (10)   | Kryštof Novák (4)      | Lukáš Kofroň (7)    | Lukáš Veitl (3)       | Marek Fiala (2)         | Noshdar Muhamed (5)  | Vlastimil Kalášek (1)  |                      |
| 2020   | Česko | Vyškov | Miroslav              | Nupaky                  | Plzeň                | České Budějovice    | Broumov               | Rumburk                | Praha               | Sokolov               | Beroun                  | Duchcov              | Hradec Králové         |                      |
| 2021   | Česko | Dominik Chabr (9) | Erik Agateljan (1)    | Jiří Perout (6)         | Lukáš Kučírek (2)    | Lukáš Vyšehrad (8)  | Marcel Lacina (12)    | Marek Hloch (3)        | Miroslav Beck (11)  | Petr Kinský (7)       | Roman Kunčar (10)       | Viktor Agateljan (4) | Zdeněk Piekarz (5)     |                      |
| 2021   | Česko | Most | Ústí nad Labem        | Rájec-Jestřebí          | Havlíčkův Brod       | Hradec Králové      | Praha                 | Prostějov              | Nová Paka           | Javorník              | Brno                    | Ústí nad Labem       | Podbořany              |                      |
| 2022   | Česko | Adam Bůžek (2) | David Pleva (11)      | Denys Poljanskyj (4)    | Dominik Odstrčil (8) | Dušan Kuchařík (5)  | Filip Šanda (9)       | Jan Balšán (6)         | Josef Vanša (1)     | Leon Vonaký (10)      | Matěj Švec (12)         | Petr Ngo (4)         | Philipp Stoimenov (7)  |                      |
| 2022   | Česko | Kladno | Teplice               | Hořovice                | Přerov               | Zlín                | Hracholusky           | Praha                  | Ústí nad Labem      | Chomutov              | Velešín                 | Teplice              | Ostrava                |                      |
| 2023   | Česko | Alexandros Panayi (3) | Dominik Neoral (11)   | František Knobloch (12) | Jan Černohorský (1)  | Jan Koželuh (5)     | Jan Legát (6)         | Josef Jakab (10)       | Lukáš Kupkovič (4)  | Matteo Lucano (2)     | Rostislav Procházka (7) | Stefanos Panayi (9)  | Tomáš Hruška (8)       |                      |
| 2023   | Česko | Praha | Kralice na Hané       | Hostivice               | Nové Strašecí        | Klatovy             | Praha                 | Mělník                 | Cheb                | Kralupy nad Vltavou   | Znojmo                  | Praha                | Benešov                |                      |
| 2024   | Česko | Daniel Sklář (7) | Daniel Štefan (3)     | David Vencl (1)         | Jakub Klíma (9)      | Jakub Mádl (8)      | Jan Jiránek (5)       | Jiří Dráb (6)          | Marcel Nazad (11)   | Ondřej Valenta (4)    | Petr Hantych (10)       | Tom Jurka (12)       | Vojtěch Bělunek (2)    |                      |
| 2024   | Česko | Frýdek-Místek | Strančice             | Náchod                  | Tábor                | Nový Bydžov         | Mladá Boleslav        | Zlín                   | Prostějov           | Praha                 | Ústí nad Labem          | Praha                | Ostrava                |                      |
| 2025   | Česko | Adam Radikovský (1) | Arnold Sentensky (9)  | Jakub Batfalský (3)     | Jiří Veselý (6)      | Marek Vybíral (10)  | Martin Budina (8)     | Martin Černý (7)       | Matěj Vrtil (11)    | Rostislav Baďura (2)  | Tomáš Kolouch (4)       | Tomáš Ondráček (12)  | Vojtěch Horálek (5)    |                      |
| 2025   | Česko | Čelákovice | Teplice               | Ostrava                 | Mladá Boleslav       | Únanov              | Mohelnice             | Kutná Hora             | Praha               | Frýdek-Místek         | Brno                    | Bludov               | Sudovo Hlavno          |                      |